# Gyeplabda az 1984. évi nyári olimpiai játékokon
Az 1984. évi nyári olimpiai játékokon a gyeplabdatornákat július 29. és augusztus 11. között rendezték.

## Éremtáblázat
(A rendező ország csapata eltérő háttérszínnel, az egyes számoszlopok legmagasabb értéke, vagy értékei vastagítással kiemelve.)
| Az 1984. évi nyári olimpiai játékok éremtáblázata gyeplabdában | Az 1984. évi nyári olimpiai játékok éremtáblázata gyeplabdában | Az 1984. évi nyári olimpiai játékok éremtáblázata gyeplabdában | Az 1984. évi nyári olimpiai játékok éremtáblázata gyeplabdában | Az 1984. évi nyári olimpiai játékok éremtáblázata gyeplabdában | Olimpia  |
| -------------------------------------------------------------- | -------------------------------------------------------------- | -------------------------------------------------------------- | -------------------------------------------------------------- | -------------------------------------------------------------- | -------- |
|                                                                | Ország                                                         | Arany                                                          | Ezüst                                                          | Bronz                                                          | Összesen |
| 1.                                                             | Pakisztán (PAK)                                                | 1                                                              | 0                                                              | 0                                                              | 1        |
|                                                                | Hollandia (NED)                                                | 1                                                              | 0                                                              | 0                                                              | 1        |
|                                                                |                                                                |                                                                |                                                                |                                                                |          |
| 3.                                                             | NSZK (FRG)                                                     | 0                                                              | 2                                                              | 0                                                              | 2        |
|                                                                |                                                                |                                                                |                                                                |                                                                |          |
| 4.                                                             | Nagy-Britannia (GBR)                                           | 0                                                              | 0                                                              | 1                                                              | 1        |
|                                                                | Egyesült Államok (USA)                                         | 0                                                              | 0                                                              | 1                                                              | 1        |
|                                                                |                                                                |                                                                |                                                                |                                                                |          |
| Összesen                                                       | Összesen                                                       | 2                                                              | 2                                                              | 2                                                              | 6        |

## Érmesek

### Férfi torna
| Az 1984. évi nyári olimpiai játékok érmesei férfi gyeplabdában | Az 1984. évi nyári olimpiai játékok érmesei férfi gyeplabdában | Az 1984. évi nyári olimpiai játékok érmesei férfi gyeplabdában | Az 1984. évi nyári olimpiai játékok érmesei férfi gyeplabdában |
| --- | --- | --- | -------------------------------------------------------------- |
| Arany | Ezüst | Bronz |                                                                |
| Pakisztán (PAK) | NSZK (FRG) | Nagy-Britannia (GBR) |                                                                |
| G. Moinuddin Qasim Zia Nasir Ali Abdul Rashid Ayaz Mehmood Nacem Akhtar Kaleemullah Manzoor Hussain Hasan Sardar Haneef Khan Khalid Hameed Shadid Ali Khan Tanqeer Dan Ishtiaq Ahmed Salleem Sherwani Mushtaq Ahmad | Christian Bassemir Tobias Frank Horst-Ulrich Hänel Carsten Fischer Karl-Joachim Hürter Ekkhard Schmidt-Opper Reinhard Krull Michael Peter Stefan Blöcher Andreas Keller Thomas Reck Markku Slawyk Thomas Gunst Heiner Dopp Volker Fried Dirk Brinkmann | Ian C. B. Taylor Stephen Martin Paul Barber Robert Cattrall Jonathan Potter Richard Dodds William McConnell Norman Hughes David Westcott Richard Leman Stephen Batchelor Sean Kerly James Duthie Kulbir Bhaura Mark Precious |                                                                |

### Női torna
| Az 1984. évi nyári olimpiai játékok érmesei női gyeplabdában | Az 1984. évi nyári olimpiai játékok érmesei női gyeplabdában | Az 1984. évi nyári olimpiai játékok érmesei női gyeplabdában | Az 1984. évi nyári olimpiai játékok érmesei női gyeplabdában |
| --- | --- | --- | ------------------------------------------------------------ |
| Arany | Ezüst | Bronz |                                                              |
| Hollandia (NED) | NSZK (FRG) | Egyesült Államok (USA) |                                                              |
| Bernadette de Beus Alette Pos Margriet Zeghers Laurien Willemse Marjolein Eysvogel Josephine "Fieke" Boekhorst Carina Benninga Alexandra LePoole Francisca Hillen Marieke van Doorn Sophie von Weiler Aletta van Manen Irene Hendriks Elisabeth Sevens Martine Ohr Anneloes Nieuwenhuizen | Ursula "Ulla" Thielemann Beate Deininger Christina Moser Hella Roth Dagmar Breiken Birgit Hagen Birgit Hahn Gabriele "Gaby" Appel Andrea Weiermann-Lietz Corinna Lingnau Martina Koch Gabriele Schley Patricia Ott Susanne Schmid Sigrid Landgraf Elke Drüll | Gwen Cheeseman Beth Anders Kathleen McGahey Anita Miller Regina Buggy Christine Larson-Mason Beth Beglin Marcella Place Julie Staver Diane Moyer Sheryl Johnson Charlene Morett Karen Shelton Brenda Stauffer Leslie Milne Judy Strong |                                                              |